# Xenogyrinus natans
Xenogyrinus natans is een uitgestorven kever uit de familie van de schrijvertjes (Gyrinidae). De soort is alleen als fossiel bekend uit het Lias. De wetenschappelijke naam van de soort is gepubliceerd in 1845 door Peter Bellinger Brodie.
In het gedicht Het Schrijverke noemt Guido Gezelle deze naam (als 'Gyrinus natans') in de ondertitel als inspiratiebron; waarschijnlijk beschrijft hij echter een van de verwante soorten Gyrinus natator (schrijvertje) of Gyrinus substriatus (slootschrijvertje) in dit gedicht.